# Robert Hartman
Robert Hartman (4. marts 1827 — 3. august 1891) var en svensk botaniker, broder til Karl Hartman.
Hartman, der fra 1860 var adjunkt i Gefle, udgav en fortrinlig ekssikkatsamling Bryaceæ Scandinavicæ (Fasc. I—XV, 1857-74).